# Marktstraße 8 (Rüdenhausen)

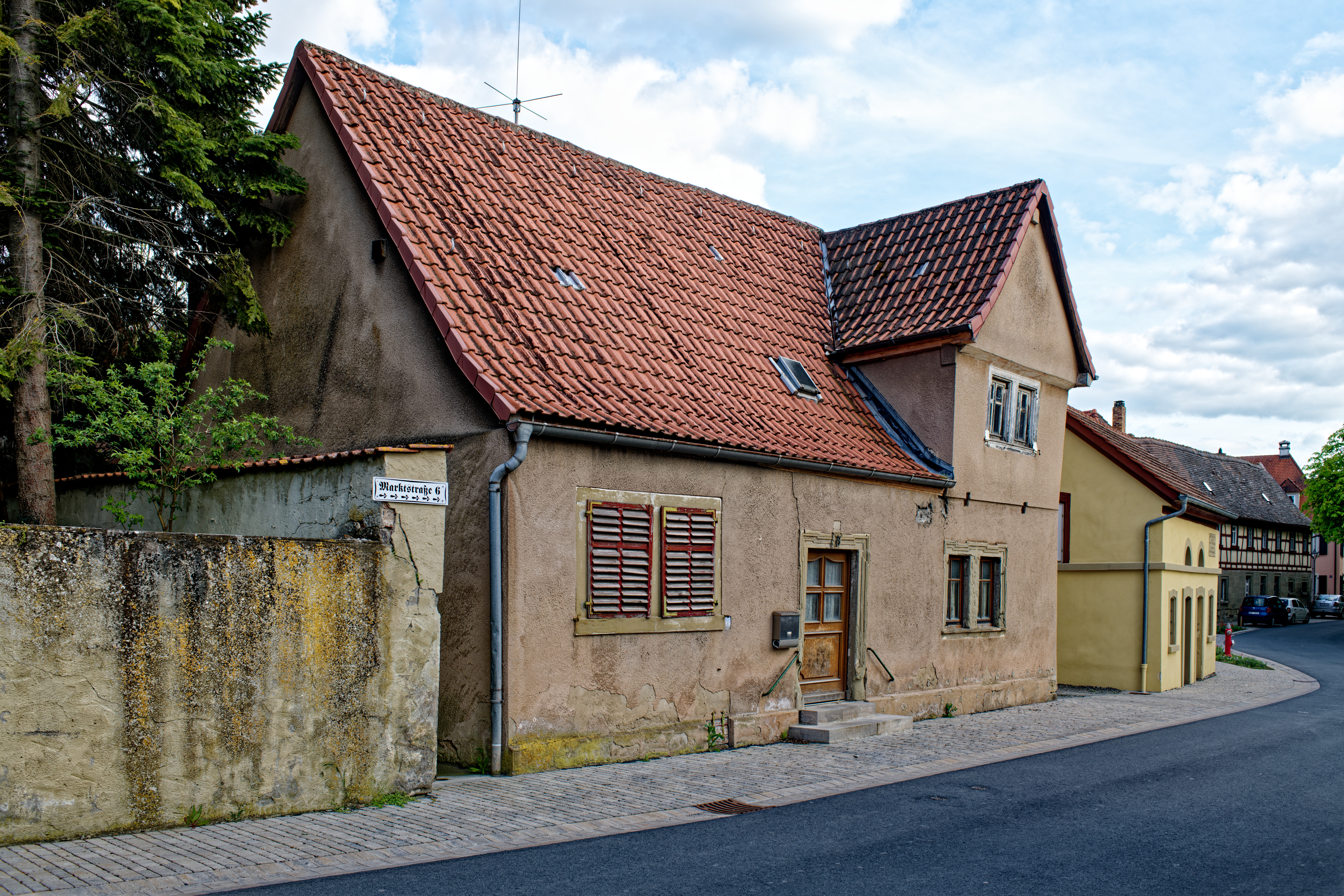
Haus Marktstraße 8

Das Haus Marktstraße 8 (früher Hausnummer 31) ist ein denkmalgeschütztes Gebäude in Rüdenhausen im unterfränkischen Landkreis Kitzingen.

## Geschichte
Das Haus in der Marktstraße 8 wurde erstmals im Jahr 1700 erwähnt. Damals soll Matthäus Fadler das Anwesen errichtet haben. Eine Inschrift am Haus verweist dagegen auf das Jahr 1770, als vielleicht Änderungen am Baubestand vorgenommen werden mussten. Im Jahr 1813 ist Caspar Häpp im Haus nachgewiesen. Er vererbte das Anwesen wohl an seinen Sohn Michael Häpp, der zwischen 1827 und 1865 als Eigentümer belegt ist. Im Jahr 1874 wurde das Haus von Leonhard Scheckenbach bewohnt, der auch als Eigentümer gelten muss.
Mit Michael Ittner beginnt die Eigentümerliste des 20. Jahrhunderts. Er ist zwischen 1907 und 1930 im Haus nachweisbar. Während des Zweiten Weltkrieges und in der unmittelbaren Nachkriegszeit wurden Ausgebombte und Geflüchtete aus den deutschen Ostgebieten im Haus untergebracht. Neben der Familie Hüßner war das Haus mit der Familie eines Grafen von Zitzewitz belegt. Daneben lebten hier bis in die 1950er Jahre A. Busenius, Helene Burghardt und eine Familie Buda. Im Jahr 1955 zog Emil Brohm in die Baulichkeiten ein. Seit 2004 ist das Haus in Händen der Familie Schnörer.

## Beschreibung
Das Bayerische Landesamt für Denkmalpflege ordnet das Haus in der Marktstraße 8 als Baudenkmal ein. Es präsentiert sich als eingeschossiger Satteldachbau, der mit einer Inschrift und der Jahreszahl 1770 versehen wurde. Das Haus im Stil des Barock ist verputzt, wobei das Erdgeschoss in Massivbauweise entstand. Das Obergeschoss wurde in Fachwerkbauweise errichtet. Einzige Gliederungselemente der Fassade bilden die geohrten Fenster- und Türrahmungen, die auf den repräsentativen Charakter des Gebäudes verweisen.